# Marko Nikolić (football, 1979)
Marko Nikolic, né le 20 juillet 1979, est un entraîneur de football serbe.

## Biographie
Marko Nikolić dirige plusieurs équipes en Serbie, Slovénie et Hongrie.
Il remporte plusieurs titres de champion et plusieurs Coupes nationales.

## Palmarès d'entraîneur
| MOL Fehérvár - Championnat de Hongrie (1) : - Champion : 2018 - Finaliste : 2019 - Coupe de Hongrie (1) : - Vainqueur : 2019. |  | Partizan Belgrade - Championnat de Serbie (2) : - Champion : 2015 et 2017 - Vice-champion : 2014. - Coupe de Serbie (1) - Vainqueur : 2017. |  | Olimpija Ljubljana - Championnat de Slovénie (1) : - Champion : 2016. |  | Lokomotiv Moscou - Coupe de Russie (1) : - Vainqueur : 2021. - Supercoupe de Russie : - Finaliste : 2020 et 2021. |  |

### Distinctions personnelles
- Championnat de Serbie
  - Entraîneur de l'année en 2018